# Турхан-паша Перметі
Турхан-паша Перметі (1846, Пермет — 1927) албанський і османський політичний діяч, прем'єр-міністр Албанії у 1914 та 1919—1920 роках.
Перметі займав пост посла Османської імперії у Санкт-Петербурзі. Він добре володів грецькою. Він вважався здібним, але нерішучим керівником.
У 1914 році Перметі був призначений на посаду прем'єр-міністра Албанії, згодом, у 1918—1920 роках він знову обіймав цю посаду.